# Trasformata di Laplace-Stieltjes
La trasformata di Laplace-Stieltjes, il cui nome è dovuto a Pierre-Simon Laplace e Thomas Joannes Stieltjes, è una trasformata integrale che ha caratteristiche molto simili alla trasformata di Laplace. Per funzioni a valori reali è la trasformata di Laplace di una misura di Stieltjes, mentre in generale è solitamente definita su funzioni a valori in uno spazio di Banach.

## Funzioni reali
La trasformata di Laplace-Stieltjes di una funzioni a valori reali {\displaystyle g} è data dall'integrale di Lebesgue-Stieltjes:
{\displaystyle \int \mathrm {e} ^{-sx}\,dg(x)\qquad s\in \mathbb {C} }
Solitamente si richiede che {\displaystyle g} sia una funzione a variazione limitata nella regione di integrazione. Le formulazioni più utilizzate sono la trasformata bilatera:
{\displaystyle \{{\mathcal {L}}^{*}g\}(s)=\int _{-\infty }^{\infty }\mathrm {e} ^{-sx}\,dg(x)}
e la trasformata unilatera:
{\displaystyle \{{\mathcal {L}}^{*}g\}(s)=\int _{0^{-}}^{\infty }\mathrm {e} ^{-sx}\,dg(x)}
dove il limite inferiore {\displaystyle 0^{-}} significa:
{\displaystyle \lim _{\varepsilon \to 0^{+}}\int _{-\varepsilon }^{\infty }}
Questo consente di integrare funzioni come la delta di Dirac (formalmente una distribuzione), che non sono limitate nell'origine. Si possono considerare versioni della trasformata di Laplace-Stieltjes più generali integrando lungo una curva nel piano complesso. 
Nel caso di una funzione scalare si verifica un caso speciale della trasformata di Laplace di una misura di Stieltjes:
{\displaystyle {\mathcal {L}}^{*}g={\mathcal {L}}(dg)}
In particolare, essa condivide molte proprietà della consueta trasformata di Laplace, ad esempio il teorema di convoluzione:
{\displaystyle \{{\mathcal {L}}^{*}(g*h)\}(s)=\{{\mathcal {L}}^{*}g\}(s)\{{\mathcal {L}}^{*}h\}(s)}
Spesso si considerano soltanto valori reali per {\displaystyle s}, tuttavia se l'integrale esiste come integrale di Lebesgue per un dato valore reale {\displaystyle s=\sigma } allora esiste per ogni {\displaystyle s\in \mathbb {C} } tale che {\displaystyle \Re (s)\geq \sigma }.
Nella teoria delle probabilità, sia {\displaystyle X} una variabile casuale con funzione di distribuzione cumulativa {\displaystyle F}. Allora la trasformata di Laplace–Stieltjes è data dal valore di aspettazione:
{\displaystyle \{{\mathcal {L}}^{*}F\}(s)=\mathrm {E} \left[\mathrm {e} ^{-sX}\right]}

## Misure vettoriali
Per funzioni a valori reali la trasformata di Laplace-Stieltjes è un caso particolare della trasformata di Laplace applicata ad una misura, la misura di Stieltjes associata alla funzione. Tuttavia, la trasformata di Laplace convenzionale non può trattare misure vettoriali, che mandano in uno spazio di Banach.
Sia {\displaystyle g:[0,\infty )\to X}, con {\displaystyle X} uno spazio di Banach, tale che per ogni sotto-intervallo {\displaystyle [0,T]} si abbia:
{\displaystyle \sup \sum _{i}\|g(t_{i})-g(t_{i+1})\|_{X}<\infty }
dove l'estremo superiore è valutato su tutte le possibili partizioni di {\displaystyle [0,T]}:
{\displaystyle 0=t_{0}<t_{1}<\cdots <t_{n}=T}
L'integrale di Lebesgue-Stieltjes rispetto alla misura vettoriale {\displaystyle dg}:
{\displaystyle \int _{0}^{T}e^{-st}dg(t)}
è definito come un integrale di Riemann-Stieltjes. Se inoltre {\displaystyle \pi } è la partizione considerata di {\displaystyle [0,T]} con suddivisione {\displaystyle 0=t_{0}\leq t_{1}\leq \dots \leq t_{n}=T}, punti distinti {\displaystyle \tau _{i}\in [t_{i},t_{i+1}]} e dimensione {\displaystyle |\pi |=\max |t_{i}-t_{i+1}|}, l'integrale di Riemann–Stieltjes è dato dal valore del limite:
{\displaystyle \lim _{|\pi |\to 0}\sum _{i=0}^{n-1}e^{-s\tau _{i}}[g(t_{i+1})-g(t_{i})]}
considerato nella topologia su {\displaystyle X}, dove se esiste il limite:
{\displaystyle \lim _{T\to \infty }\int _{0}^{T}e^{-st}dg(t)}
esso è pari alla trasformata di Laplace–Stieltjes di {\displaystyle g}.